# Gasthaus zur Krone (Castell)

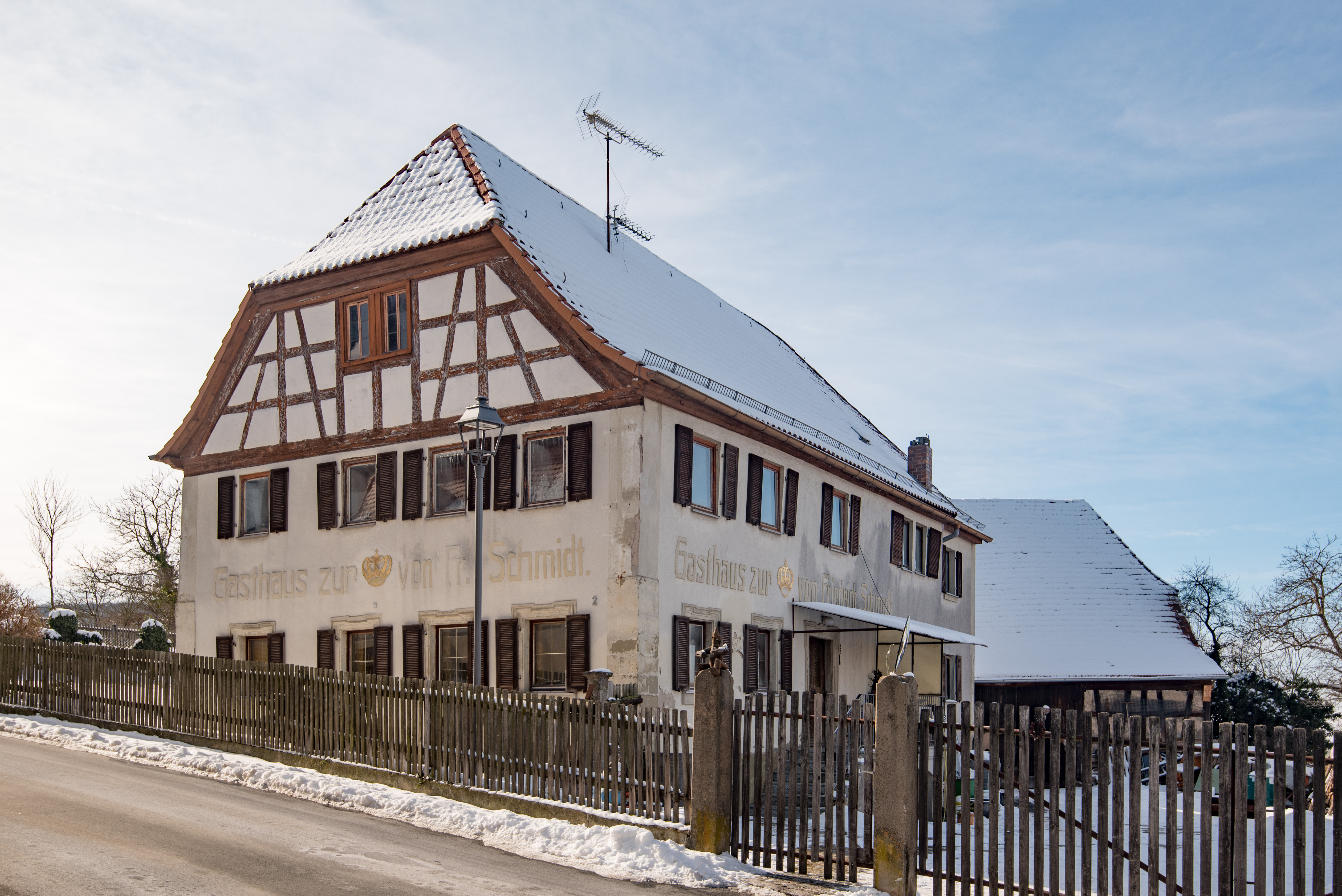
Das ehemalige Gasthaus zur Krone

Das Gasthaus zur Krone (Adresse Im Oberdorf 2; früher Hausnummer 65) ist ein historisches Gasthaus in Castell im unterfränkischen Landkreis Kitzingen.

## Geschichte
Erstmals urkundlich erwähnt wurde das Gebäude im Casteller Oberdorf bereits im Jahr 1617. Damals wurde es vom alten Schultheißen des Dorfes, Hanns Wernlein bewohnt. Ab 1649 wurde das Haus von der gräflichen Herrschaft übernommen, weil das Anwesen herrenlos geworden war. Noch im gleichen Jahr verehrten die Grafen dem Heinrich Reinhardt, Wirt und Bäcker, das Haus. Reinhardt richtete im Gebäude ein Wirtshaus ein, das bald zu einer Erbschenkstatt gemacht wurde. Reinhardt ließ seinen Besitz allerdings verfallen, sodass 1653 in einer Güterbeschreibung vom „Alt baufellich Hauß und zerbrochene Scheuern“ die Rede war. 1660 war das Haus unbewohnt, Reinhardt hatte sich unerlaubt nach Speyer abgesetzt.
Daraufhin übergab die Herrschaft das Haus für ein Jahr an Nicolai Kehrer, einem Bäcker. Im Jahr 1671 wurde der Schultheiß Niclaus Hummel Einwohner des Hauses. Ihm folgte ab 1672 Wolff Deitherich Krauß nach, der das Anwesen nun auch käuflich erwarb und hier wiederum eine Schenkstätte einrichtete. Zwischen 1706 und 1709 war das Haus in den Händen des Wirtes und Hofbäckers Johann Albrecht Krauß. Beim Verkauf im Jahr 1709 ist auch erstmals ein Brauhaus nachgewiesen, sodass davon auszugehen ist, dass neben der Gastwirtschaft auch eine Hausbrauerei betrieben wurde. Bis 1717 wurde Johann Martin Kotzer aus Feuerbach der neue Kronenwirt.
In den folgenden Jahren wechselten die Besitzer häufig. Hanns Georg Hofmann verpachtete das Haus zwischen 1719 und 1723 an verschiedene Beständer. Anschließend ist zwischen 1724 und 1731 der Mainbernheimer Büttnermeister Johann Conrad Pfeuffer im Haus nachgewiesen. Bis 1742 betrieb dann der Burghaslacher Gastwirt Nicolaus Hegel die „Krone“. Mit Leonhard Göllner übernahm 1752 wieder ein Schultheiß das Anwesen. Ihm gelang es, dass Gasthaus an seinen Schwiegersohn Johann Martin Beyer aus Neustadt an der Aisch zu vererben. Nach seinem Tod gelangte das Haus an den zweiten Ehemann der Witwe Beyer, Johann Michael Schmidt aus Rüdenhausen.
Schmidt betrieb bis zu seinem Tod im Jahr 1832 das Gasthaus. Inzwischen war der Besitz, der zum Haus gehörte, um einen Felsenkeller an der Wüstenfelder Straße erweitert worden. Schmidt initiierte auch den Neubau des Gasthauses, der 1788 in Angriff genommen wurde. Im Jahr 1808 entstand auf dem Grundstück außerdem eine neue Scheune. Der Sohn Johann Leonhard Schmidt errichtete 1842 eine Kegelbahn. Auch in den folgenden Jahren blieb das Haus in Händen der Familie Schmidt. 1932 übernahm Friedrich Schmidt ein Gasthaus „mit radizierter Brauerei- und Taferngerechtigkeit“ zu der auch Gästezimmer und ein Tanzsaal gehörten. Noch im gleichen Jahr erweiterte er das Haus um einen Wohnanbau.
Während der nationalsozialistischen Diktatur fiel das Haus unter die Regelungen des Reichserbhofgesetz und wurde am 27. April 1935 in die Erbhofrolle eingetragen. 1969 musste Friedrich Schmidt die Scheune verkaufen, nun war das Grundstück geteilt. Ab 1970 betrieb Richard Schmidt die „Krone“. Er ließ 1971 das Brauhaus abreißen, 1976 wurde bei einer Renovierung das Fachwerk freigelegt. Heute ist das ehemalige Gasthaus zu einem Wohnhaus umgewandelt. Das Bayerische Landesamt für Denkmalpflege ordnet das ehemalige Gasthaus als Baudenkmal ein.

## Beschreibung

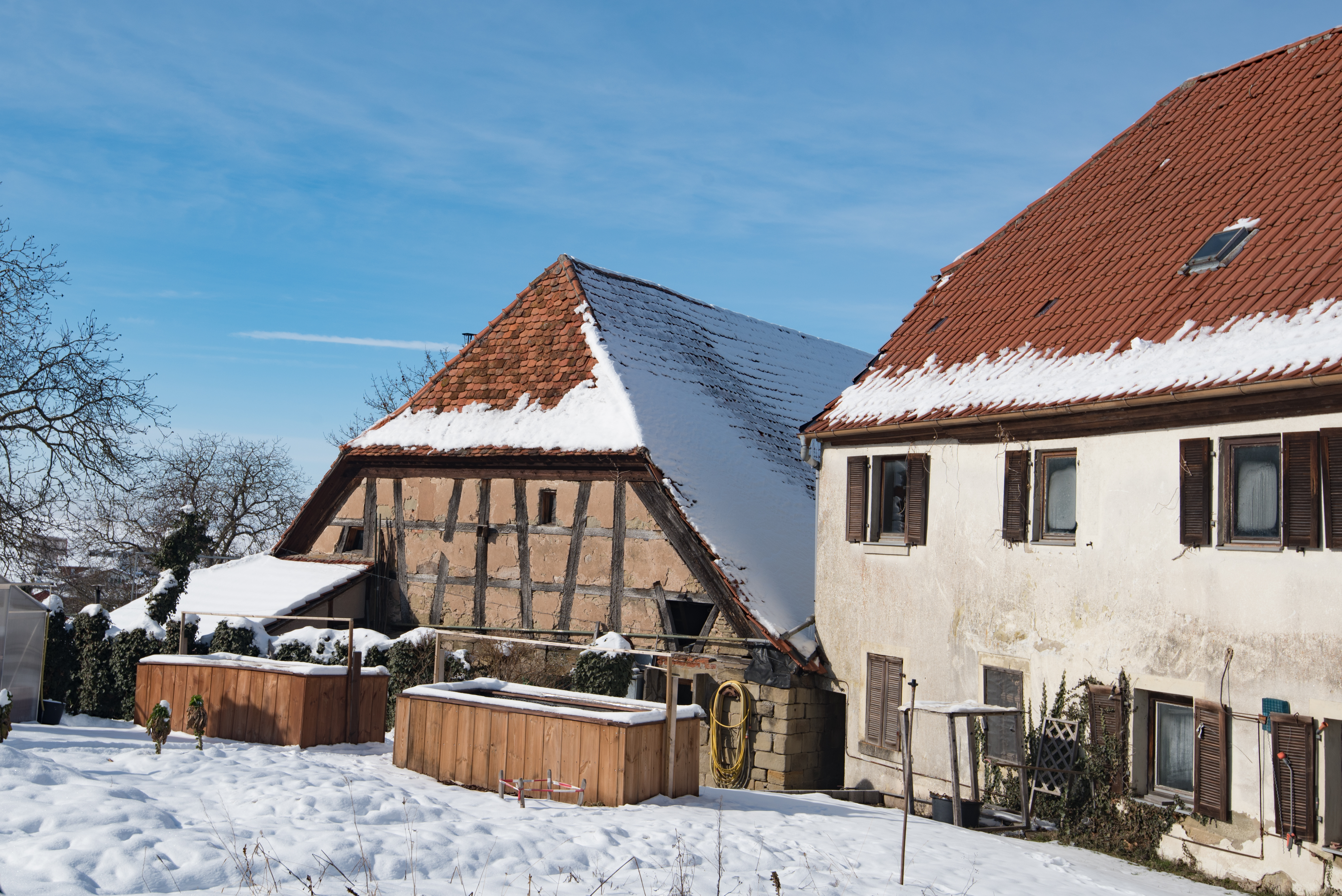
Die Scheune neben dem Gasthaus

Das Gasthaus präsentiert sich als zweigeschossiger Mansarddachbau, wie es mehrere im Casteller Altort gibt. Während das Erdgeschoss in Massivbauweise entstand, wurde das Obergeschoss in Fachwerk aufgeführt, das seit den 1970er Jahren freigelegt ist. Auf den Wohlstand der Kronenwirte verweisen die geohrten Fenster- und Türrahmungen, die am Haus angebracht wurden. Aus der Bauzeit hat sich eine eingeschossige Scheune erhalten, die an das Haupthaus angebaut wurde und ebenfalls in Fachwerkbauweise aufgeführt wurde. Sie schließt mit einem Mansarddach ab.